# Liste der Kulturdenkmäler in Mittelbrunn
In der Liste der Kulturdenkmäler in Mittelbrunn sind alle Kulturdenkmäler der rheinland-pfälzischen Ortsgemeinde Mittelbrunn aufgeführt. Grundlage ist die Denkmalliste des Landes Rheinland-Pfalz (Stand: 21. Juli 2023).

## Einzeldenkmäler
| Bezeichnung                  | Lage                                                | Baujahr                    | Beschreibung | Bild            |
| ---------------------------- | --------------------------------------------------- | -------------------------- | --- | --------------- |
| Verena-Kapelle               | Hauptstraße, hinter Nr. 2 Lage                      | 14. Jahrhundert            | Kirchenruine, ehemals St. Verena; Grundmauern und Arkadenbögen zwischen Haupt- und Seitenschiff der zweischiffigen gotischen Anlage, 14. Jahrhundert                                        | Fotos hochladen |
| Katholische Kirche St. Josef | Hauptstraße 14 Lage                                 | 1924–28                    | romanisierender Saalbau, 1924–28, Architekten Ludwig Becker und Anton Falkowski, Mainz | BW              |
| Hofanlage                    | Hauptstraße, Ecke Kirchenstraße Lage                | 18. Jahrhundert            | Dreiseithof; Wohnhaus im Kern vielleicht noch barock, Anfang des 19. Jahrhunderts aufgestockt                                                                                               | BW              |
| Hofanlage                    | Kirchenstraße 2 Lage                                | um 1820/30                 | Dreiseithof; klassizistisches Wohnhaus, um 1820/30, Scheune um 1900 | BW              |
| Hofanlage                    | Kirchenstraße 4 Lage                                | 17. und 18. Jahrhundert    | Dreiseithof; Wohnhaus, Fachwerk aus dem 17. und 18. Jahrhundert, erste Hälfte des 19. Jahrhunderts klassizistisch überformt; Scheune, teilweise Fachwerk, erste Hälfte des 19. Jahrhunderts | BW              |
| Bürgerhaus                   | Kirchenstraße 10 Lage                               | 1928                       | ehemalige katholische Schule; Walmdachbau, Heimatstil, 1928 | BW              |
| Protestantische Kirche       | Kirchenstraße 12 Lage                               | 1843/44                    | klassizistischer Saalbau, 1843/44; Turm, 1930, Architekt Jakob Metzger, Kaiserslautern | BW              |
| Protestantischer Pfarrhof    | Kirchenstraße 14 Lage                               | 1791                       | klassizistisches Pfarrhaus, 1791, Krüppelwalmdach-Scheune | BW              |
| Brunnen                      | Kirchenstraße, gegenüber Nr. 14 Lage                | 19. Jahrhundert            | Dorfbrunnen, wohl aus dem 19. Jahrhundert | BW              |
| Menhir                       | nördlich des Ortes; Flur Langensteiner Gewanne Lage |                            | Menhir; Ritzungen, jungsteinzeitlich | Fotos hochladen |
| Mittelbrunnermühle           | südlich des Ortes an der L 469 Lage                 | 1857                       | spätklassizistischer Krüppelwalmdachbau, 1857 | BW              |
| Mühlbergerhof                | südöstlich des Ortes Lage                           | Mitte des 19. Jahrhunderts | Hakenhof, Mitte des 19. Jahrhunderts | BW              |